# Nu kommer kväll med vilans bud
Nu kommer kväll med vilans bud är en psalm av Natanael Beskow, skriven 1921. Tonsättningen är en gammal melodi av Adam Krieger från 1667, samma koral som används till Så går en dag än från vår tid.
Texten blir fri för publicering år 2021.

## Publicerad i
- 1937 års psalmbok som nr 469 under rubriken "Årsskifte".
- Psalmer för bruk vid krigsmakten 1961 som nr 469 med verserna 1-4.
- Frälsningsarméns sångbok 1968 som nr 642 under rubriken "Speciella Sånger - Årsskifte"
- Den svenska psalmboken 1986 som nr 508 under rubriken "Kväll".